# تومي ميتشيل
تومي ميتشيل (4 سبتمبر 1902 في المملكة المتحدة - 27 يناير 1996 في المملكة المتحدة) (بالإنجليزية: Thomas Mitchell)‏ هو لاعب كريكت بريطاني وبريطاني (وحمل سابقاً جنسية المملكة المتحدة لبريطانيا العظمى وأيرلندا). شارك مع منتخب إنجلترا للكريكت. أما مع النوادي، فقد لعب مع نادي مقاطعة ديربيشاير للكريكت ‏.

## وصلات خارجية
- تومي ميتشيل على موقع إي آس بي آن كريك إنفو (الإنجليزية)